# Wild Seed
Wild Seed è il secondo album da solista di Morten Harket, il primo cantato in lingua inglese e quello di maggiore successo, pubblicato nel 1995.
L'album contiene il primo brano da autore di Harket: Lay Me Down Tonight, che sarebbe poi stato inserito anche nel successivo album, in lingua norvegese, Vogts Villa, con il titolo Vuggevise. Il pezzo di punta è la prima traccia dell'album, A Kind of Cristmas Card che ha ottenuto notevoli riscontri nelle classifiche norvegesi per un intero anno. Altre canzoni rilevanti del lavoro sono: Brodsky Tune, pezzo sofferente, con toni agghiaccianti, sulla guerra in Bosnia (pare Harket lo abbia cantato una volta sola); Los Angeles, che il cantante ha proposto allo show degli Spellermaprisen, così come East Timor, brano di rivendicazione della indipendenza per l'isola orientale, per cui Harket si è molto battuto.

## Formazione
- Morten Harket: voce, autore
- Haavard Rem: autore
- Ole Sverre Olsen: autore

## Altri musicisti
- Per Lindvall: batteria
- Paolo Vinnaocla: batteria
- Eyvind Aarset: chitarra
- Frode Alnaes: chitarra
- Torstein Flakne: cori
- Berit Varnes
- Øyvor Voll
- Hennige Batnes
- Bjorg Varnes
- Bendik Hofseth

## Tracce
1. A Kind of Christmas Card - 4:06
2. Spanish Steps - 4:07
3. Half in Love Half in Hate - 4:45
4. Brodsky Tune - 4:23
5. Wild Seed - 4:48
6. Los Angeles - 4:26
7. East-Timor - 4:12
8. Lay Me Down Tonight - 2:17
9. Tell Me What You See - 4:50
10. Stay - 3:29
11. Lord - 3:46
12. Ready to Go Home - 4:33